# Szászország vasútvonalainak listája

Németország tartományai

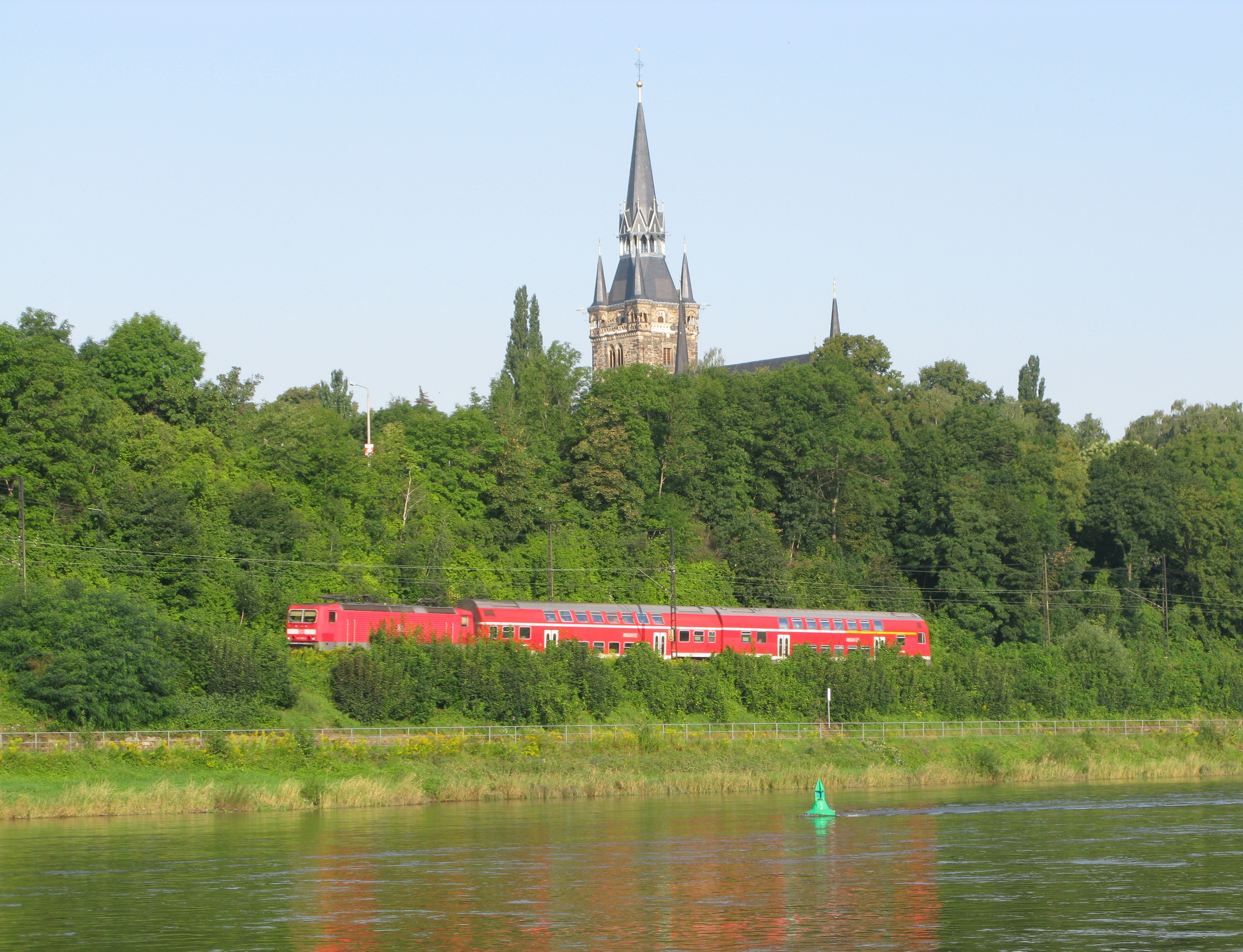
Regionalzug a Berlin–Drezda-vasútvonalon

Ez a lista a németországi Szászország tartomány vasútvonalait sorolja fel ábécé sorrendben. A lista nem teljes.

## Vasútvonalak
- Augustusburg kábelvasút
- Berlin–Drezda-vasútvonal
- Berlin–Görlitz-vasútvonal
- Borsdorf–Coswig-vasútvonal
- Chemnitz–Aue–Adorf-vasútvonal
- Dessau–Lipcse-vasútvonal
- Döllnitz-vasútvonal
- Drezda–Děčín-vasútvonal
- Drezda–Görlitz-vasútvonal
- Drezda–Werdau-vasútvonal
- Drezdai Standseilbahn
- Elbtal-vasútvonal
- Elster Valley-vasútvonal
- Erfurt–Leipzig/Halle nagysebességű vasútvonal
- Erzgebirgs-vasútvonal
- Fichtelberg-vasútvonal
- Flöhatal-vasútvonal
- Glauchau–Gößnitz-vasútvonal
- Gottleuba Valley-vasútvonal
- Jüterbog–Riesa-vasútvonal
- Kirnitzschtal villamos
- Középnémetországi-vasútvonal
- Lipcse Hbf–Leipzig-Connewitz-vasútvonal
- Lipcse–Drezda-vasútvonal
- Lipcse–Probstzella-vasútvonal
- Lipcse–Großkorbetha-vasútvonal
- Lipcse–Hof-vasútvonal
- Lössnitzgrund-vasútvonal
- Löbau–Zittau-vasútvonal
- Magdeburg-Lipcse-vasútvonal
- Mügeln-vasútvonal
- Müglitz Valley-vasútvonal
- Plauen–Cheb-vasútvonal
- Pöbel Valley-vasútvonal
- Pressnitz Valley-vasútvonal
- Radebeul–Radeburg-vasútvonal
- Riesa–Chemnitz-vasútvonal
- Saxon-Franconian trunk line
- Schwarzbach-vasútvonal
- Thumer Netz
- Weißeritztal-vasútvonal
- Wilkau-Haßlau–Carlsfeld-vasútvonal
- Zittau–Oybin–Jonsdorf-vasútvonal
- Zschopau Valley-vasútvonal
- Zwickau–Schwarzenberg-vasútvonal